# (8681) Burs
(8681) Burs est un astéroïde de la ceinture principale.

## Description
(8681) Burs est un astéroïde de la ceinture principale. Il fut découvert le 2 mars 1992 à La Silla par le programme UESAC. Il présente une orbite caractérisée par un demi-grand axe de 3,05 UA, une excentricité de 0,17 et une inclinaison de 2,6° par rapport à l'écliptique.

## Compléments